# Klassliv
Klassliv är en svensk dramaserie med skoltema som producerades av SVT Drama och visades i SVT:s ungdomsprogram Bullen 1989–1990. Regissörer var Ragna Wallmark och Annika de Ruvo. Serien specialskrevs för Bullen av Mats Wahl och fick senare en spinoff – Millan och Lasse.

## Handling
Klassliv utspelar sig i en högstadieskola. Tittarna får möta tuffingarna Bill och Benny, hästtjejerna Malin och Stella, den mobbade killen Tommy, idrottskillen Richard, killtjusaren Jerry, den rökande tjejen Millan, den otäcka vikarien Rolf Ryckert med flera. 
Klassens lärarinna, kallad Myran, råkar ut för en olycka och hamnar i rullstol. Man tvingas stå ut med ett par olika vikarier. Jerry blir tillsammans med Richard, Malin och Stella blir ovänner, Lasse hamnar i bråk hemma och Tommy tvingas av sin dominanta mamma äta vegetariskt m.m. 
Serien fick senare en spinoff-följetong där man fick följa personerna Lasse och Millan, den hette just Millan och Lasse. Millan blev med barn med en MC-kille som stack och man fick senare följa Lasse och Millan på en roadtrip för att leta efter Millans pappa.
Klassliv spelades in på Bodals skola i Lidingö.

## Rollista i urval
- Frida Hallgren – Stella
- Kim Sulocki – Lasse
- Eva Stenson – Lasses mamma
- Maria Morén – Millan
- Krister Henriksson – Millans pappa
- Kari Sylwan – Millans mamma
- Claes Ljungmark – Rolf Ryckert
- Steve Kratz – Henrik Sjöbring
- Alexandra Andersson Stråberg – Malin
- Lena Strömdahl – Malins mamma
- Viktor Brobacke – Malins lillebror
- Carl Johansson – Richard
- Lis Nilheim – Richards mamma
- Johan Rabaeus – Richards pappa
- Kåre Mölder – Richards tränare
- Johan Dahlberg – Tommy
- Tomas Bolme – Tommys pappa
- Sonja Hejdeman – Tommys mamma
- Clarissa Krabbe (f.d. Ljung) – Jerry (tjej)
- Björn Granath – Jerrys pappa
- Marika Lindström – Jerrys mamma
- Ana-Yrsa Falenius – Myran
- Magnus Löfgren – Bill
- Peter Jödahl – Benny
- Lars Hansson – gymnastiklärare
- Sven-Åke Wahlström – herrbekant